# Trimdon Foundry
Trimdon Foundry – civil parish w Anglii, w hrabstwie Durham. W 2011 civil parish liczyła 1484 mieszkańców.